# Elisa Radziwiłł

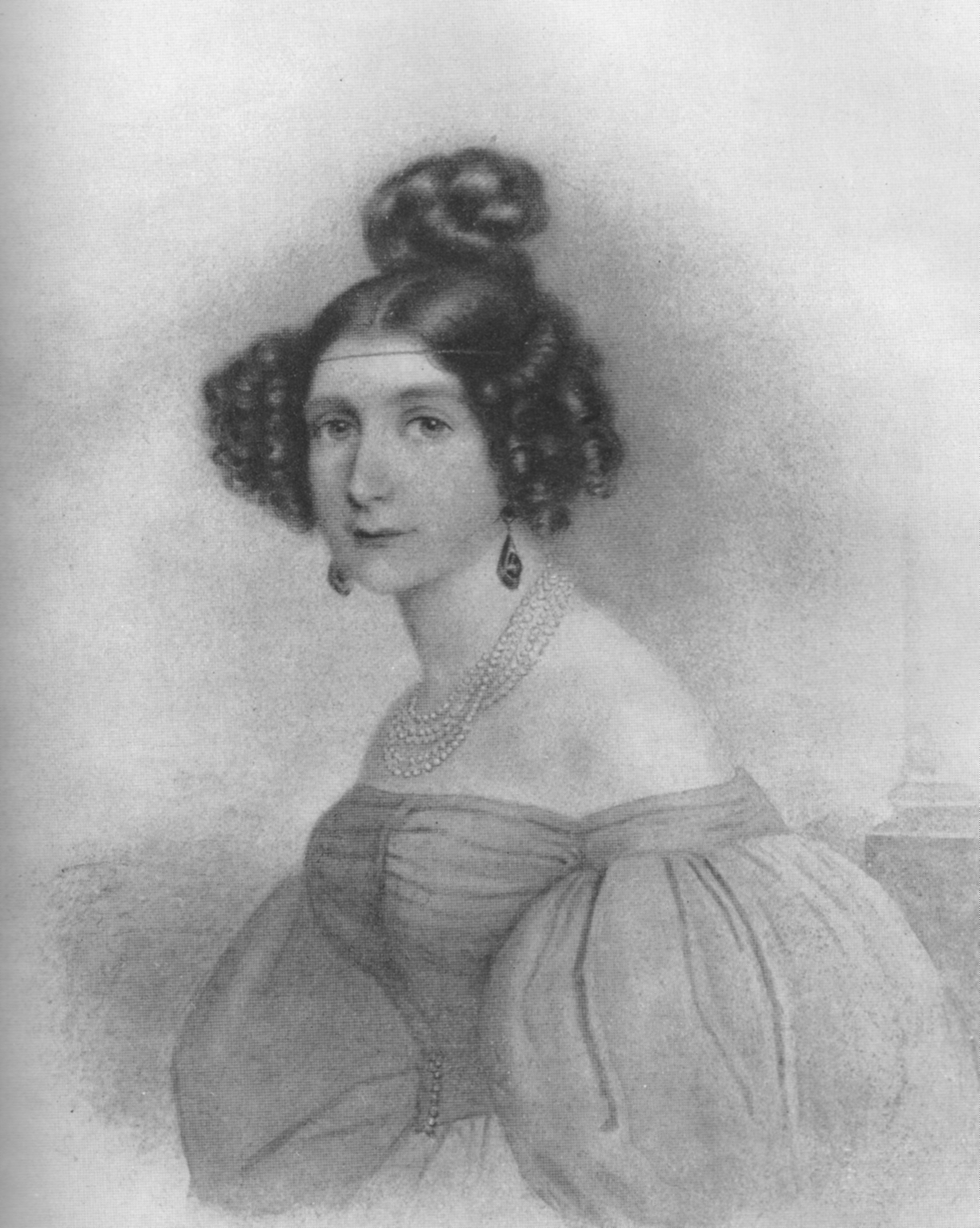
Prinzessin Elisa Radziwill nach einem Aquarell von Ludwig Sebbers, 1835

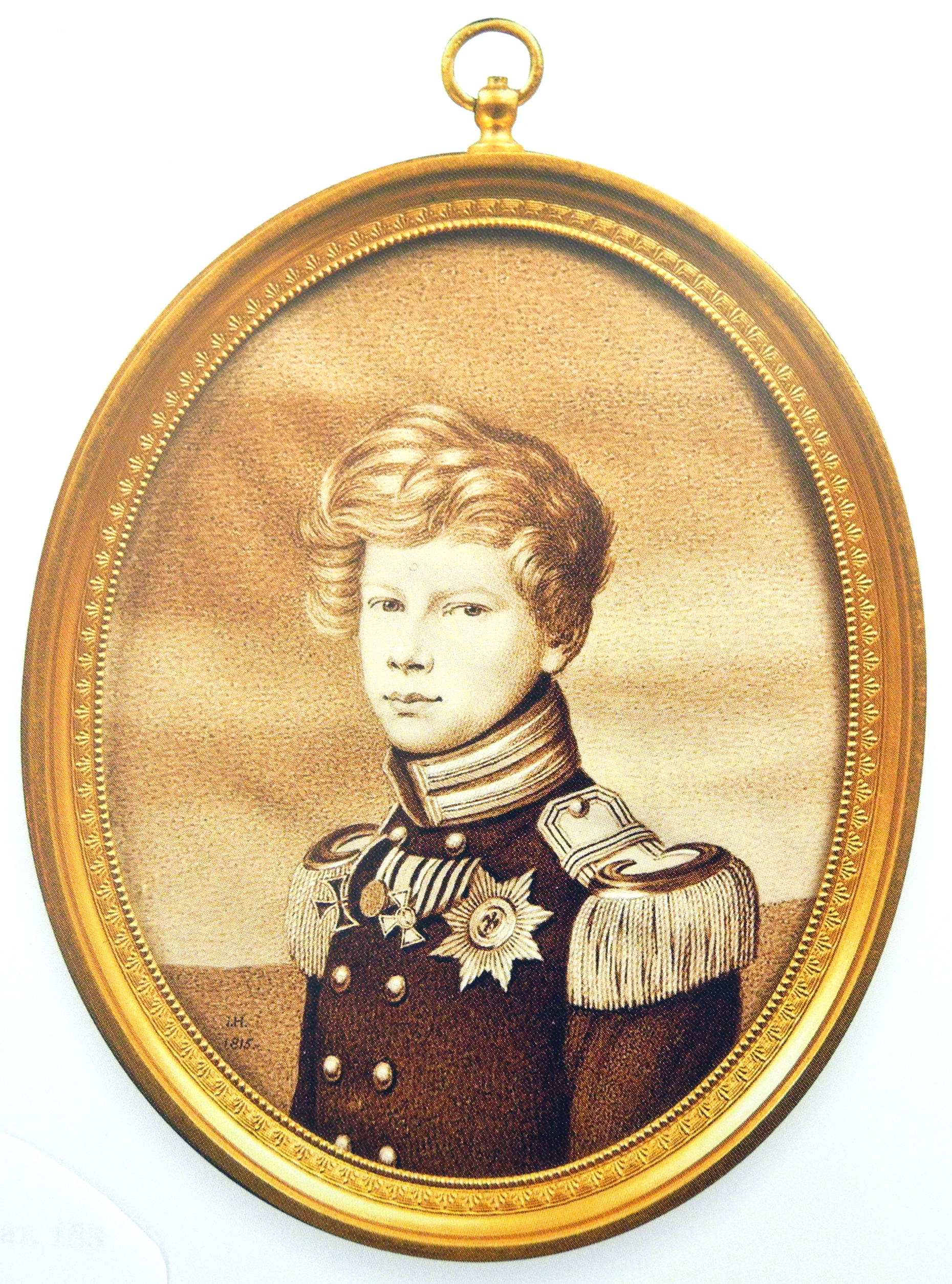
Prinz Wilhelm von Preußen, Porträtminiatur von Johann Heusinger, 1815

Prinzessin Elisa Radziwill (Elisa Friederike Luise Martha; * 28. Oktober 1803 in Berlin; † 27. September 1834 in Bad Freienwalde (Oder)) ging in die Geschichte als erste Liebe des Kaisers Wilhelm I. ein.

## Leben
Elisa Radziwiłł war das fünfte von acht Kindern des Fürsten Anton Radziwiłł und seiner Gemahlin Luise Friederike von Preußen. Sie wuchs im Palais Radziwiłł in der Wilhelmstraße auf und erhielt eine gute Ausbildung. Sie galt als musikalisch und zeichnerisch begabt. Elisa und der sechs Jahre ältere Prinz Wilhelm kannten einander seit der Kindheit, denn die Eltern Elisas verkehrten mit dem Königspaar Friedrich Wilhelm III. und Luise im Königlichen Palais in Berlin. Die beiden tanzten zusammen auf dem Hofball im Jahre 1815 – Wilhelm war 18 und Elisa 12 Jahre alt – und verliebten sich ineinander. Am 27. Januar 1821 traten sie zusammen beim orientalischen Festspiel Lalla Rûkh (Musik: Gaspare Spontini) im Berliner Stadtschloss auf, und Elisa, die die Rolle einer Peri übernahm, erregte allgemeine Bewunderung. Man beschrieb sie als die schönste Dame am preußischen Hof. Von Wilhelms Schwester Alexandrine stammt ihr Spitzname „Ewig“. Er geht zurück auf ein Leistengedicht, das ihre Cousine Friederike verfasst hat: „Wie Ist Lieb Heute Einzig Leben Mir – Ewig Liebe Ich Solche Anmut“. Die Anfangsbuchstaben der einzelnen Worte ergeben dabei die Vornamen der beiden frisch Verliebten.
Die dramatische Geschichte der geplanten Heirat zwischen Elisa Radziwiłł und Prinz Wilhelm bot in den Jahren 1820 bis 1826 Gesprächsstoff in ganz Europa. Wilhelm stand nach seinem Bruder Friedrich Wilhelm an zweiter Stelle in der preußischen Thronfolge und war daher bei einer eventuellen Heirat an das Gebot der Ebenbürtigkeit gebunden. Elisa Radziwiłłs Eltern und Friedrich Wilhelm III. bestellten hierzu zahlreiche Gutachten, u. a. bei Friedrich Carl von Savigny, welche die Ebenbürtigkeit durch die Verwandtschaft der Familie Radziwiłł mit verschiedenen regierenden Häusern beweisen sollten. Gegengutachten argumentierten, dass die Radziwiłłs, die in Polen zum führenden Adel zählten und über großen Grundbesitz verfügten, seit 1515 zwar deutsche Reichsfürsten waren (den Titel hatten sie von Kaiser Maximilian I. erhalten), aber nie die deutsche Reichsstandschaft besessen hatten und folglich auch weder im Reichsfürstenrat vertreten waren, noch dem Reichstag angehört hatten. Daher seien sie in Deutschland auch nicht zum hohen Adel zu zählen, sondern als einfache landsässige Fürsten zu behandeln.
Da König Friedrich Wilhelm III. den Heiratsplänen zunächst zugetan war, wandte er sich 1824 an den kinderlosen Zaren Alexander I. mit der Bitte, Elisa Radziwiłł zu adoptieren, der russische Herrscher lehnte jedoch aus innenpolitischen Gründen ab. Der zweite Adoptionsplan durch Elisa Radziwiłłs Onkel, Prinz August von Preußen, misslang ebenfalls, denn die zuständige Kommission befand, dass Adoption „das Blut nicht verändere“. Anderen Quellen zufolge hatte die geplante Heirat weitere mächtige Feinde: die Mecklenburger Verwandtschaft der verstorbenen Königin Luise, die über großen Einfluss am Berliner und Petersburger Hof verfügte und einer Verbindung zwischen einem preußischen Prinzen und einer polnisch-stämmigen Prinzessin grundsätzlich kritisch gegenüberstand.
Schließlich sah sich der König am 22. Juni 1826 genötigt, von Prinz Wilhelm den Verzicht auf die Heirat zu fordern. Ausschlaggebend für Friedrich Wilhelms Entscheidung war, dass man in Petersburg die Verschwägerung der Kaiserin Alexandra Fjodorowna mit einer polnischen Adelsfamilie nicht wünschte. Wilhelm gehorchte aus staatspolitischen Gründen. Zum letzten Mal sah er Elisa Radziwiłł im Jahre 1831.
In den Jahren 1822 bis 1830 waren die Radziwiłłs selten in Berlin, sie wohnten zumeist in Posen, Antonin und Ruhberg im Riesengebirge. Elisa verlobte sich später mit dem Fürsten Friedrich von Schwarzenberg, die Verlobung wurde jedoch wieder aufgelöst. Um 1831 erkrankte sie an der Tuberkulose und starb während einer Kur im Schloss Freienwalde im Jahre 1834. Im Jahre 1838 wurde ihr Sarg von Posen nach Antonin überführt und im neuerbauten Radziwiłł-Mausoleum bestattet.
Bis zum Lebensende von Kaiser Wilhelm I. stand auf dessen Schreibtisch im Kaiser-Wilhelm-Palais Unter den Linden eine Porträtminiatur von Elisa.

## Fortleben
Elisa Radziwiłłs Liebesgeschichte wurde 1938 mit Lída Baarová in der Rolle Elisas als Preußische Liebesgeschichte verfilmt. Der Film wurde im Herbst 1938 noch vor der Uraufführung verboten. Grund war Joseph Goebbels’ und Lida Baarovás Affaire, die durch Hitler beendet wurde und zur Ausweisung der Baarová nach Prag und zum Aufführungsverbot aller Filme führte, an denen sie mitgewirkt hatte. 1950 kam der Film unter dem Titel Liebeslegende in der Bundesrepublik Deutschland in die Kinos.

Frédéric Chopin im Salon des Fürsten Anton Radziwiłł, 1829; Elisa stehend neben ihrem Vater, rechts davon sitzend: Schwester Wanda, Mutter Luise und Alexander von Humboldt
Zeichnung von Elisa Radziwiłł: Abendgesellschaft auf Schloss Ruhberg im Hirschberger Tal
Elisa Radziwiłł auf dem Sterbebett